# Patty McCormack
Patty McCormack, nascuda Patricia Ellen Russo (Nova York, 21 d'agost de 1945), és una actriu estatunidenca.

## Biografia[2][3]
Va néixer Patricia Elena Russo  a Brooklyn, Nova York, filla d'Elizabeth McCormack, un patinador professional i Frank Russo, un bomber. És la tia de l'actor i advocat de Nova York Alfred Cerullo
Es va convertir en una model-nadó als quatre anys, apareixent a la televisió als 7. Va tenir el seu debut al cinema amb Two Gals and a Guy (1951) i va aparèixer en la sèrie de televisió  Mama  de 1953 a 1956.
El seu debut a Broadway va ser en l'obra teatral  Touchstone  (1953), i després va interpretar Rhoda Penmark, la nena de 8 anys sociòpata i assassina en sèrie, a l'òpera The Bad Seed (1954) basada en la novel·la homònima de William March. Més tard va ser nominada a un Oscar pel seu paper en la versió cinematogràfica de la mateixa obra, El lliri negre (1956).
Gràcies a l'èxit d'aquesta pel·lícula, McCormack va tenir - durant poc temps - la seva pròpia sèrie de televisió, Peck's Bad Girl, el 1959.
Casada amb el restaurador Bob Catània el 1967, va tenir dos fills abans que el seu matrimoni es trenqués. Després de mitja dotzena de papers com teenager els anys 1960, la seva carrera en el cinema es va acabar, però ella va continuar treballant a la televisió. També va aparèixer en la segona temporada de  The Streets of San Francisco . Va tenir un retorn al cinema amb Bug  el 1975. Va continuar la seva carrera com a actriu en papers ocasionals, principalment a la televisió.

## Filmografia[6]

### Cinema
- 1951 Two Gals and a Guy: Fay Oliver
- 1951 Here Comes the Groom de Frank Capra: Una òrfena
- 1956 The Bad Seed de Mervyn LeRoy: Rhoda Penmark
- 1957 All Mine to Give: Annabelle Eunson
- 1958 Kathy O': Kathy O'Rourke
- 1960: The Adventures of Huckleberry Finn de Michael Curtiz: Joanna Wilkes
- 1961 The Explosive Generation: Janet Sommers
- 1962 Jacktown: Margaret
- 1968 Maryjane: Susan Hoffman
- 1968 The Mini-Skirt Mob: Edie
- 1968 The Young Runaways: Deannie Donford
- 1969 The Young Animals: Janet
- 1975 Bug de Jeannot Szwarc: Sylvia Ross
- 1987 Private Road: No Trepassing: Alice Wilson
- 1988 Saturday the 14th Strikes Back: Kate Baxter
- 1995 Mommy: Mommy
- 1997 Mommy's Day: Sra. Sterling
- 2000 The Silencing: Betty
- 2001 Choosing Matthias: Sra. Leonard
- 2001 The Medicine Show: Janice Piegi
- 2003 Inhabited: Olivia Hagen
- 2003 The Silvergleam Whistle: la manager del motel
- 2003 The Kiss: Priscilla Standhope
- 2004 Target: Maysie
- 2004 Shallow Ground de Sheldon Wilson: Helen Reedy
- 2005 Heart of the Beholder: Helen
- 2006 Left in Darkness: una àvia
- 2007 In the Wall: Dolores
- 2007 Psycho Hillbilly Cabin Massacre: Ma
- 2008 Frost/Nixon de Ron Howard: Pat Nixon
- 2008 A Christmas Proposal: Maggie
- 2011 Soda Springs: Beth
- 2011 2ND Take: Estelle
- 2012 Samaritan: Àvia Confer
- 2012 The Master

### Televisió
| - 1949 i 1956: Mama (Sèrie TV): Cosí Ingeborg / Ingeborg - 1953, 1957-1958: Kraft Television Theatre (Sèrie TV): Jeannie - 1954 The Motorola Television Hour (Sèrie TV): Ginny Mitchell - 1954 i 1959: The United States Steel Hour (Sèrie TV): Rachel Sullivan - 1956 Climax! (Sèrie TV): Lovejoy Mason - 1957 Cavalcade of America (Sèrie TV): Trudy Marshall - 1957-1959: Playhouse 90 (Sèrie TV): Helen Keller / Toby Green / Jane / Mahala May / Ketti Doner - 1958 Goodyear Theatre (Sèrie TV): Gussie - 1958 Wagon Train (sèrie TV): Mary Ellen Thomas - 1959 Peck's Bad Girl (sèrie TV): Torey Peck - 1960 Death Valley Days (sèrie TV): Virginia Reed - 1960 The Chevy Mystery Show (Sèrie TV): Dotty Halsey - 1960-1961: Route 66 (sèrie TV): Jenny Slade / Jan - 1962 Le Gant de velours (The New Breed) (sèrie TV): Karen Kegler - 1962 Young Dr. Malone (Sèrie TV): Lisha Steele #4 - 1962-1963: Rawhide (Sèrie TV): Julie Cannon / Sarah Higgins - 1964 The Farmer's Daughter (Sèrie TV): Helga - 1968 The Wild Wild West, (sèrie TV) - Temporada 3 episodi 20, The Night of the Death Masks, de Mike Moder: Betsy - 1969 Lancer (sèrie TV): Pearl Sickles - 1970 The Best of Everything (sèrie TV): Linda Warren - 1972 O'Hara, U.S. Treasury (sèrie TV): Gilda Julian - 1972, 1978-1979: Emergency! (sèrie TV): Janet Caldwell / Gail - 1974 Police Story (sèrie TV): Marie Hall - 1974 Barnaby Jones (sèrie TV): Angie McClaine - 1974 Wild World Mystery (sèrie TV): Tanya - 1974 Marcus Welby M.D. (sèrie TV): Marilyn Bryson / Dr. Newman - 1974 The Streets of San Francisco (sèrie TV) - Temporada 2, episodi 17 Blockade: Jill Cameron Lawrence - 1975 Cannon (sèrie TV): Linda Halsey - 1975-1976: As the World Turns (Sèrie TV): Kim Sullivan Reynolds Stewart Andropoulos Hughes - 1978 The Love Boat (sèrie TV): Beth Donovan - 1979 Friends (sèrie TV): Vanessa - 1979 Fantasy Island (sèrie TV): Marg Atkins - 1979-1980: The Ropers (sèrie TV): Anne Brookes - 1981-1982: Dallas (Sèrie TV): Evelyn Michaelson - 1982 Magnum (Sèrie TV): Carol Baldwin - 1983 Night Partners (Telefilm): Sophie Metzman | - 1984 Hotel (Sèrie TV): Paula - 1984 Invitation to Hell (Telefilm): Mary Peterson - 1984 Remington Steele (Sèrie TV): Vera Woodman - 1984 Partners in Crime (Sèrie TV): Irene - 1986 On Wings of Eagles (Sèrie TV): Liz Coburn - 1986 Mr. Sunshine (Sèrie TV): Ellen - 1987 The Law and Harry McGraw (Sèrie TV): Gloria Billings - 1987-1988: Murder She Wrote (Sèrie TV): Lana Whitman / Detectiu Kathleen Chadwick - 1988 Head of the Class (Sèrie TV): Madeline Cardian - 1989 The Flamingo Kid (Telefilm): Sra. Brody - 1989 The New Lassie (sèrie TV): Kathleen Squires - 1989 Freddy's Nightmares (sèrie TV): Estonia Adler - 1990 Doogie Howser, M.D. (sèrie TV): Marge Lester - 1992 Empty Nest (sèrie TV): Fran - 1997 Baywatch (sèrie TV): Rose O'Hara - 1999 Silent Predators (Telefilm): Vera Conrad - 2000 ER (sèrie TV): Sra. Dyer - 2000, 2002, 2004 i 2006: The Sopranos (Sèrie TV): Liz La Cerva - 2001 Acceptable Risk (Telefilm): Lois - 2001 Family Law (Sèrie TV): Monica Whitman - 2003 -2004: Skin (Sèrie TV): Irene - 2004 The D.A. (Sèrie TV): Jeanie Carlson - 2004 Cold Case (Sèrie TV): Mavis Breen - 2005 Criminal Minds (Sèrie TV): Marcia Gordon - 2005 Mystery Woman: Snapshot (Telefilm): Barbara Sommers - 2005 NYPD Blues (Sèrie TV): Jeannie Wyatt - 2005 Gone But Not Forgotten (Telefilm): Andrea Hammerhill - 2005 Entourage (Sèrie TV): Realtor - 2005 Grey's Anatomy (Sèrie TV): Rebecca Franklin - 2006 What About Brian (Sèrie TV): Lillian - 2007 Smith (sèrie TV): Tracy Breen - 2008 Shark (sèrie TV): Mary Belkin - 2008 South of Nowhere (sèrie TV): Mary Spencer - 2009 Private Practice (sèrie TV): Cynthia - 2009 Greek (sèrie TV): Joan - 2009 Citizen Jane d'Armand Mastroianni (Telefilm): tia Gertrude - 2010 Educator Girl (sèrie TV): Rosemary - 2010 Desperate Housewives (sèrie TV): Teresa Pruitt |

## Premis i nominacions

### Nominacions[7]
- 1957: Oscar a la millor actriu secundària per The Bad Seed
- 1957: Globus d'Or a la millor actriu secundària per The Bad Seed